# Cathy Murphy
Cathy Murphy (7 augustus 1967) is een Engelse actrice. Zij speelde de rol van Trisha Taylor in de soap opera EastEnders. Eerder speelde zij een jaar als Cheryl Barker in de serie Family Affairs en ze speelde de naaister Tilly Watkins in de serie The House of Eliott.

## Filmografie
- Extras - Nurse (2006)
- Doctor Who (2005)
- Irish Jam - Dora (2005)
- EastEnders - Lorna (1997), - Trisha Taylor (2005)
- Holby City - Annie Fell (2005)
- Family Affairs - DC Cheryl Barker (2003-2004)
- Oh Marbella! - Tina (2003)
- The Vice - Mrs. Holmes (2003)
- Happiness - Denise Doyle (2003)
- About a Boy - Nurse (2002)
- Silent Witness - Alison Veness (2002)
- Best of Both Worlds - Trish (2001)
- The Armando Iannucci Shows (2001)
- World of Pub - Lovely Susan (2001)
- Hero to Zero - Janice (2000)
- Doctors - Val Mason (2000)
- Oliver Twist - Vigil Keeper (1999)
- The Murder of Stephen Lawrence - Woman at door (1999)
- Casualty - Val Milburn (1999)
- The Bill - Angela Carey (1997)
- The Tenant of Wildfell Hall - Mrs. Myers (1996)
- Karaoke - Nurse (1996)
- London Suite - Hotel Waitress (1996)
- Moll Flanders - Polly (1996)
- Captives - Companion (1994)
- Men Behaving Badly - Saleswoman (1994)
- French and Saunders (1993)
- Fergie & Andrew: Behind the Palace Doors (1992)
- The House of Eliott - Tilly Watkins (1991)
- Aimée - Nurse (1991)
- May to December - Sharon Elsworth (1991)
- Memphis Belle - Jitterbugger (1990)
- She-Wolf of London - Mary (1990)
- The Phantom of the Opera - Esther (1989)
- Edge of Sanity - Cockney Prostitute (1989)
- Streetwise - Simone (1989)
- Agatha Christie's Poirot - Maid (1989)
- Lucky Sunil - Lois (1988)
- The December Rose - Miranda McDipper (1986)
- Sorry! - Sharon (1985)
- Those Glory Glory Days - Tub (1984)
- Nanny - Gloria Gaffen (1983)
- Made in Britain (1982)